# Wendell & Vinnie

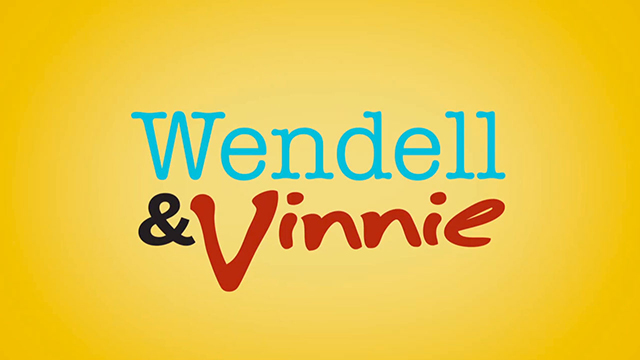

Wendell & Vinnie è una serie tv statunitense in onda su Nickelodeon.
L'episodio pilota è stato trasmesso negli Stati Uniti d'America il 16 febbraio 2013. In Italia fu trasmessa ad autunno 2013.
Il 15 agosto 2013 la serie è stata cancellata, nonostante non fosse ancora finita. I rimanenti sei episodi furono comunque trasmessi sul blocco di Nickelodeon Nick at Nite.

## Personaggi e interpreti
- Vinnie Bassett, interpretato da Jerry Trainor. Nella serie è un ragazzo piuttosto immaturo, nonostante la sua età, tanto da essere "gestito" dal cugino di soli 12 anni.
- Wendell Bassett, interpretato da Buddy Handleson. Ragazzino molto intelligente, con molti hobby. I suoi genitori sono morti sei mesi prima e quindi si ritrova a dover gestire il cugino molto più grande di lui, ma anche molto più immaturo.
- Wilma Bassett, interpretata da Nicole Sullivan.
- Taryn Kleinberg, interpretata da Haley Strode.
- Lacy, interpretata da Angelique Terrazas.

## Episodi
| Stagione       | Episodi | Prima TV originale | Prima TV Italia |
| -------------- | ------- | ------------------ | --------------- |
| Prima stagione | 20      | 2013               | 2013            |